# Crandola Valsassina
Crandola Valsassina – miejscowość i gmina we Włoszech, w regionie Lombardia, w prowincji Lecco.
Według danych na rok 2004 gminę zamieszkiwało 259 osób, 28,8 os./km².